# Баскское имя
В большинстве случаев баскское имя состоит из личного имени (простого или составного) и одной или двух, в зависимости от страны проживания, фамилий.

## Личные имена
Современные баскские имена могут брать начало в древних баскских языческих именах (Eneko — Энеко, Amaia — Амайя), христианской традиции (Mikel — Микель, Laura — Лаура), быть искусственно приспособленными фонетически к баскскому языку фонетическими вариантами испанских имён (Игнасио > Iñaki — Иньяки, Мария > Miren — Мирен) или их кальками (Долорес > Nekane — Некане, Пурификасьон > Garbiñe — Гарбине), а также поздними образованиями от имён нарицательных (Iker — Икер, Zorione — Сорионе).

### История баскских личных имён
До распространения христианства в Стране Басков имянаречение было исключительной прерогативой родителей, и детей часто называли в их честь. После христианизации выбор имени часто предоставлялся крёстным родителям, однако сохранилась и традиция, согласно которой отец давал имена сыновьям, а мать — дочерям. Кроме того, детей нередко называли в соответствии с католическими святцами.
Сабинизмами (по имени идеолога баскского национализма Сабино Араны) называют имена, предложенные братьями Сабино и Луисом Арана в патриотическом календаре «Deun-ixendegi euzkotarra» (с баск. — «Баскские святцы») в 1910 году. При фонетической адаптации братья Арана пользовались следующими принципами:
- после l и n происходит озвончение b, d, g: Antonius > Andoni — Андони.
- после s, t, d и z звуки b, d и g, напротив, оглушаются: Prosdocimus > Postokima — Постокима.
- в сочетаниях dr, br, tr с гласными происходит метатеза: Gabriel > Gabirel — Габирель.
- z и s после i переходят в x: Elisabetha > Elixabete — Элишабете.
- f переходит в p: Stephanus > Estepan — Эстепан.

В случаях, если имя является гебраизмом или калькой с гебраизма, основной формой считается древнееврейская (так, баскский аналог имени Мария — Miren — образован не от латинской формы Maria, а от семитской Мириам; аналогом имени Petrus — кальки с Кифа — является Kepa).
По замыслу Сабино Араны, отличительным показателем мужских имён должна была стать финаль -a (Joseba — Хосеба), а женских — суффикс -ne (Edurne — Эдурне) или финаль -e (Elene — Элене). Большинство мужских имён, вошедших в «Баскские святцы», оканчивались на -a, а все женские, за исключением Miren, — на -e. Однако в современном именослове существуют и мужские, и женские имена, оканчивающиеся на -a и -e (например, мужские Kepa — Кепа, Bizente — Бисенте и женские Maitena — Майтена, Leire — Лейре).
Также Арана предложил новую систему записи полного имени с фамилиями на первом месте и использованием суффикса происхождения -tar или -dar (в дореформенной орфографии -taŕ и -daŕ): Arana ta Goiri’taŕ Sabin вместо Sabino Arana Goiri. Эта система распространения не получила, хотя известны единичные случаи официальной регистрации подобных имён в 1931—1932 годы.
9 декабря 1911 года в церковном бюллетене Витории был опубликован декрет, в соответствии с которым в случаях, когда родители хотели дать ребёнку баскское имя, его следовало указывать в метрической книге и в баскской, и в испанской форме.
В 1937 году испанское правительство опубликовало декрет, в соответствии с которым было запрещено вносить в документы личные имена, чуждые испанскому языку. В 1939 году запрет коснулся присвоенных ранее имён, а родители и законные представители детей, уже носящих подобные имена, были обязаны внести изменения в метрические акты в течение 60 дней. Среди баскских имён ограничение коснулось следующих групп:
- имена, имеющие прямой аналог в испанском языке: Andoni — Antonio;
- имена, представляющие собой кальку с испанского имени: Zuriñe — Blanca;
- баскские уменьшительные имена в качестве официальных: Patxi — Francisco;
- имена, связанные с националистическим движением: Miren Abertzale (от abertzale с баск. — «патриот») — María;
- имена, не соответствующие испанской орфографии: María Arantzazu — María Aranzazu.

Единственной группой баскских личных имён, которой не коснулся полный запрет, стали имена, содержащие титулы Девы Марии, в испанской орфографии: María Begoña, María Iciar и др.
Несмотря на запрет, баскские имена зачастую использовались в неофициальной обстановке: например, человека, крещённого и записанного в документах под именем Мануэль, домашние и друзья могли называть Иманоль. Использование баскских имён в общественных местах могло стать причиной штрафа.
Закон от 5 июня 1957 года указывал, что в официальные документы должно быть внесено имя, данное при крещении, причём в случае испанских граждан имя может быть записано на любом из языков Испании. На практике это упростило прежде всего внесение в документы баскских имён, содержащих титулы Девы Марии, однако они по-прежнему должны были сопровождаться собственно именем Мария.
В 1966 году был опубликован официальный список допустимых баскских имён, разделённый на две части: имена, имеющие испанский аналог, и не имеющие его — и в испанской части Страны Басков вновь начали распространяться баскские имена. Однако выбор имён по-прежнему в значительной степени регулировала церковь. Так, известен случай поэта Габриеля Арести, который, чтобы дать дочери имя Нереа (Nerea), вынужден был сказать судье, что это женская форма имени святого мученика Нерея. Кроме того, многие судьи, несмотря на разрешение, не признавали баскские имена и заменяли их испанскими (зафиксированы такие абсурдные случаи, как, например, замена имени Ainara на его дословный испанский перевод Golondrina — «ласточка» — в 1976 году).
В 1978 году выбор имён перестал контролироваться церковью. С 1982 года ассоциация Seaska ежегодно публикует календарь именин, включающий и те баскские имена, которых нет в католических святцах (например, литературные или производные от топонимов).
С середины XX века в Стране Басков начали появляться гендерно-нейтральные имена, однако официальное регулирование помешало их активному распространению. На территории Франции родители имеют право дать ребёнку любое имя, если оно не является оскорбительным, а гендерно-нейтральные имена разрешены с 1996 года. В Испании с 1957 года действовал закон, запрещавший «имена, вводящие в заблуждение в отношении пола». В 2011 году Эускальцайндия опубликовала списки имён с гендерными маркерами для регулирования имянаречения. В 2016 году Феминистский союз Страны Басков издал буклет Izena eta izana ezbaian, посвящённый проблеме гендерно-нейтральных имён, и призвал урегулировать этот вопрос на законодательном уровне. Вследствие этого в январе 2018 года Эускальцайндия направила в Министерство юстиции Испании требование, чтобы действующие правовые нормы применялись к гражданским записям более гибко, так как в баскском языке есть личные имена, пригодные и для мужчин, и для женщин. В 2019 году рекомендации были обновлены, а 445 имён официально признаны гендерно-нейтральными. Кроме того, в списки были добавлены уменьшительные формы имён, которые стало возможно использовать в качестве полных. Однако при выборе новых имён, не использовавшихся ранее, до сих пор возможны отказы со стороны органов ЗАГС и суда. Так, в 2022 году запрет на присвоение девочке имени Асия (Hazia), которое суд счёл оскорбительным, вызвал общественный резонанс.

### Уменьшительные имена
В баскском языке используются следующие способы образования уменьшительных имён:
- суффиксация (-txo/-txu в зависимости от диалекта): Leire — Leiretxo, Karmen — Karmentxu;
- усечение основы: Xabier — Xabi, Begoña — Bego;
- фонетическое чередование: Jose — Joxe, Arantza — Arantxa;
- комбинирование нескольких способов: Domingo — Txomin, Josune —Totu[16].

Баскские уменьшительные имена редко используются в официальной обстановке, однако существуют исключения: так, седьмой председатель правительства Страны Басков известен как Пачи Лопес, хотя его полное имя — Франсиско Хавьер.

## Фамилии
Баскские фамилии часто образовывались от топонимов или же были омонимичны им (Элисондо — от названия посёлка в Наварре). Фамилии с компонентом «эче» (баск. etxe — дом) производны от названия дома, где проживала семья (Эчеберрия — новый дом, Эчанди — большой дом, Гойкоэчеа — дом на холме). Существуют и патронимические фамилии (Мичелена — потомок Микеля, Очоа — потомок человека по прозвищу Очоа (баск. otsoa — волк).
| Компонент   | Значение                   | Варианты орфографии                 |
| ----------- | -------------------------- | ----------------------------------- |
| -aga        | местность                  |                                     |
| -alde       | местность                  |                                     |
| -arte       | средний, среди, посреди    | art                                 |
| aurre(a)    | передний                   |                                     |
| barren(a)   | внутренний                 |                                     |
| behe        | нижний                     | be, ve                              |
| berri(a)    | новый                      | berry, verry, varri, verría         |
| bide        | путь                       | vide, bida                          |
| buru        | главный                    | bure                                |
| goi         | верхний                    | goy                                 |
| eliza       | церковь                    | eliç(e), elic(e), eliss, elex, elej |
| -eta        | много                      | -ette                               |
| etxe(a)     | дом                        | ech, eche, etche                    |
| gorri(a)    | красный                    | corri, gourry                       |
| (h)aritz(a) | дуб                        | áriz, harits                        |
| (h)arri(a)  | камень                     | harry                               |
| iturri      | источник                   |                                     |
| mendi(a)    | гора                       | mendy                               |
| -ondo       | около                      | -onde                               |
| otso(a)     | волк                       | ocho(a), otcho(a)                   |
| sagar(ra)   | яблоко, яблоня             |                                     |
| -tegi       | место (под крышей), здание | -tegui                              |
| -(t)za      | много                      |                                     |
| urru(ti)    | далёкий                    |                                     |
| zabal(a)    | широкий, открытый          | çabal, zábal, zaval                 |
| -zahar(ra)  | старый                     | -zar, -zaar                         |
| zubi(a)     | мост                       | subi(a)                             |
| zuri(a)     | белый                      | suri(a)                             |

К самым длинным зарегистрированным баскским фамилиям относятся Бурионагонатоторекагагеаскоэчеа (Burionagonatotorecagageazcoechea) — фамилия, принадлежавшая сотруднику Министерства финансов Испании, записанная в 1867 году в Мадриде, и Итурриберригорригойкоэрротаберрикоэчеа (Iturriberrigorrigoicoerrotaberricoechea) — фамилия аргентинца баскского происхождения, записанная в 1920 году в Буэнос-Айресе. По данным за 2023 год, самая длинная баскская фамилия, зарегистрированная в Испании, — Гаррогеррикаэчеваррия/Гаррогеррикаэчебаррия (исп. Garroguerricaechevarria, баск. Garrogerrikaetxebarria).